# Verre cannelé
 (janvier 2023).
Si vous disposez d'ouvrages ou d'articles de référence ou si vous connaissez des sites web de qualité traitant du thème abordé ici, merci de compléter l'article en donnant les références utiles à sa vérifiabilité et en les liant à la section « Notes et références ».

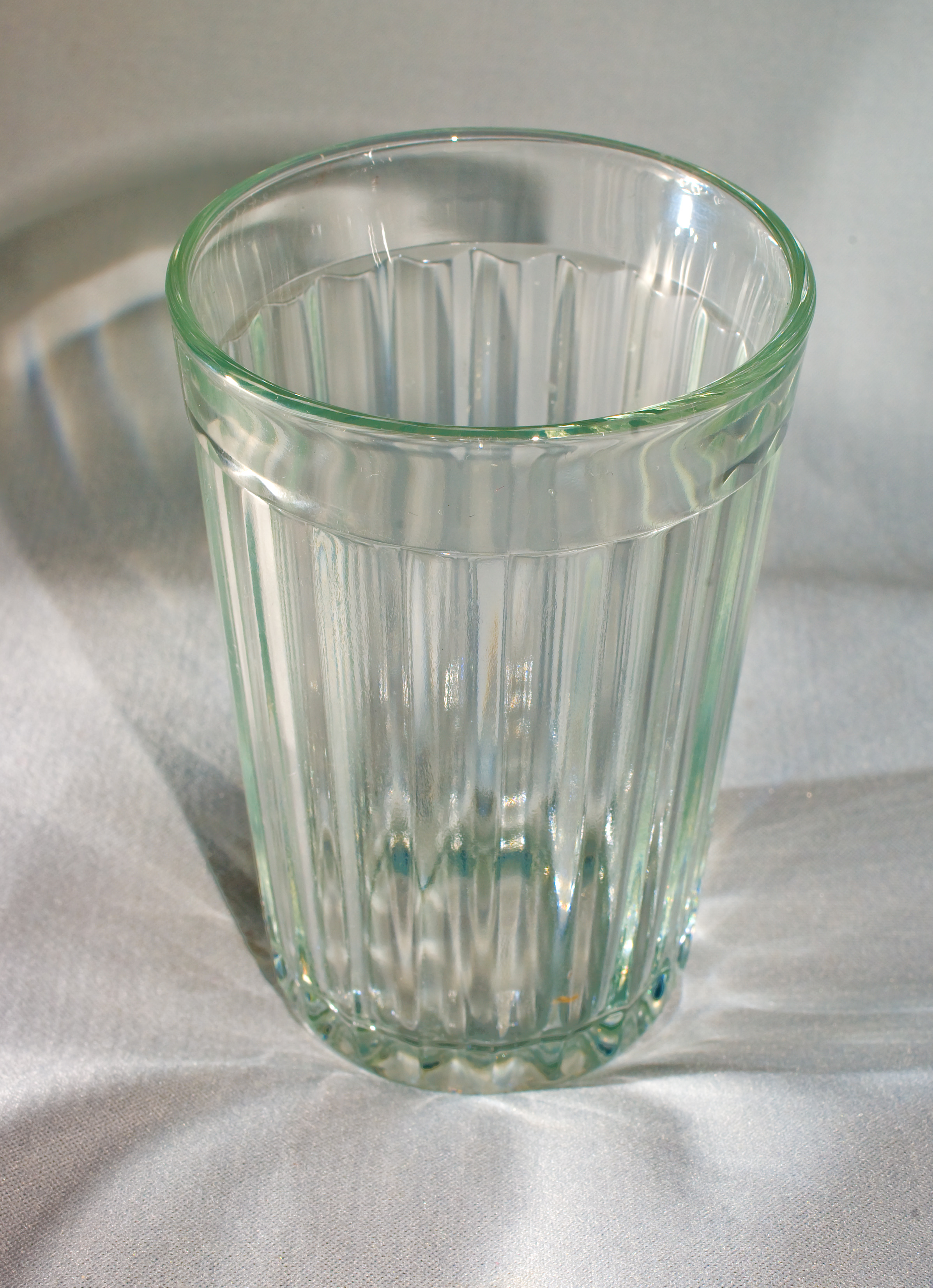
Un verre cannelé soviétique.

Un verre cannelé est une surface ou volume de verre qui, au lieu d'être lisse, présente des cannelures sur tout ou partie de son étendue. Ces cannelures enlevant l'essentiel de la transparence, le verre cannelé a été utilisé pour empêcher la vision des objets situés de l'autre côté, avant d'être remplacé par le verre dépoli.
Le verre cannelé était produit en soufflant du verre à l'intérieur d'un moule comportant les rainures nécessaires. 